# Gyllene triangeln, Stockholm
Gyllene triangeln är ett informellt triangelformat område i Stockholm. Det kallas "gyllene" eftersom det innefattar några av de exklusivaste bostäderna i Stockholm samt att områdets kvadratmeterpriser är bland de högsta i Sverige. Området har alltid hört till de mest eftertraktade lägena på Östermalm. Benämningen "gyllene triangeln" används mycket av mäklare och i andra sammanhang där bostadspriser beskrivs populärt.
Den gyllene triangeln avgränsas av gatorna Linnégatan, Narvavägen och Strandvägen. Gatorna Ulrikagatan, Lovisagatan, Fredrikshovsgatan och delar av Storgatan ligger också i den gyllene triangeln. 